# Bryan Boussaer
Bryan Boussaer, né le 19 novembre 1996 à Gand, est un coureur cycliste belge. Il participe à des compétitions sur route et sur piste.

## Biographie
Au mois d'août 2017, il signe un contrat de deux ans en faveur de l'équipe continentale belge Tarteletto-Isorex.

## Palmarès sur route
- 2014
  - 2e de la Guido Reybrouck Classic
  - 2e du championnat de Flandre-Orientale du contre-la-montre juniors

## Palmarès sur piste

### Championnats d'Europe
| Édition / Épreuve    | Course aux points | Américaine |
| Aigle 2018 (espoirs) | Bronze            | Argent     |

### Championnats de Belgique
- 2015-2016
  - 2e de l'omnium
  - 3e de la course par élimination
  - 3e de la poursuite
- 2016-2017
  -  Champion de Belgique du scratch[2]
  - 2e de la poursuite
- 2018-2019
  -  Champion de Belgique de poursuite
  - 2e de la course derrière derny
  - 3e de l'américaine
- 2019-2020
  - 3e de la poursuite